# Phoradendron fragile
Phoradendron fragile är en sandelträdsväxtart som beskrevs av Ignatz Urban. Phoradendron fragile ingår i släktet Phoradendron och familjen sandelträdsväxter. Inga underarter finns listade i Catalogue of Life.